# Беллег, Клод
Клод Беллег (фр. Claude Bellaigue; 3 августа 1787, Мулен — 12 марта 1873, Париж) — французский политик.
Практиковал в Сансе как адвокат.
В 1831 году на внеочередных парламентских выборах, объявленных королём Луи Филиппом в рамках избирательной реформы, был избран в Национальную ассамблею от Санса (первый избирательный округ департамента Йонна). Принадлежал к умеренной оппозиции; в частности, 22 сентября 1831 года голосовал против вотума доверия правительству Казимира Пьера Перье. В 1834 году, после истечения срока полномочий, в следующих выборах не участвовал.
До 1842 года депутат ассамблеи департамента Йонна.
Сын — юрист Антонен Беллег, внук — музыкальный критик Камиль Беллег, правнук — художник Жан Камиль Беллег.